# Vingerzegge
Vingerzegge (Carex digitata) is een vaste plant die behoort tot de cypergrassenfamilie (Cyperaceae). De soort staat op de Nederlandse Rode lijst van planten als zeer zeldzaam en matig afgenomen. De plant komt van nature voor in Eurazië. Het aantal chromosomen is 2n = 48, 50, 52 of 54.
De plant vormt dichte pollen, wordt 10-30 cm hoog en heeft geen wortelstok. De stengel is afgerond-driekantig. De slappe, 2-4 mm brede bladeren zijn donkergroen. De bladschijf en roodbruine schede zijn onbehaard.
Vingerzegge bloeit in april en mei. De 1-1,5 mm brede en 10 mm lange, aan de top van de stengel zittende mannelijke aar is vaak korter dan de bovenste vrouwelijke aar. De twee of drie vrouwelijke aren zijn losbloemig. De roodbruine kafjes, die om het urntje heen zitten, hebben een groene kiel, een witte rand en geen stekelpunt of zijn uitgerand met een zeer korte stekelpunt. De behaarde urntjes zijn ongeveer 4 mm lang. Een urntje is een soort schutblaadje dat geheel om de vruchten zit. Het vruchtbeginsel heeft drie stempels.
De vrucht is een nootje dat driekantig is en geen ring aan de top heeft.
De plant komt voor op kalkhellingen in loofbossen op lichte, stenige plekken.

## Plantengemeenschap
Vingerzegge is een kensoort voor het eiken-haagbeukenbos (Stellario-Carpinetum).

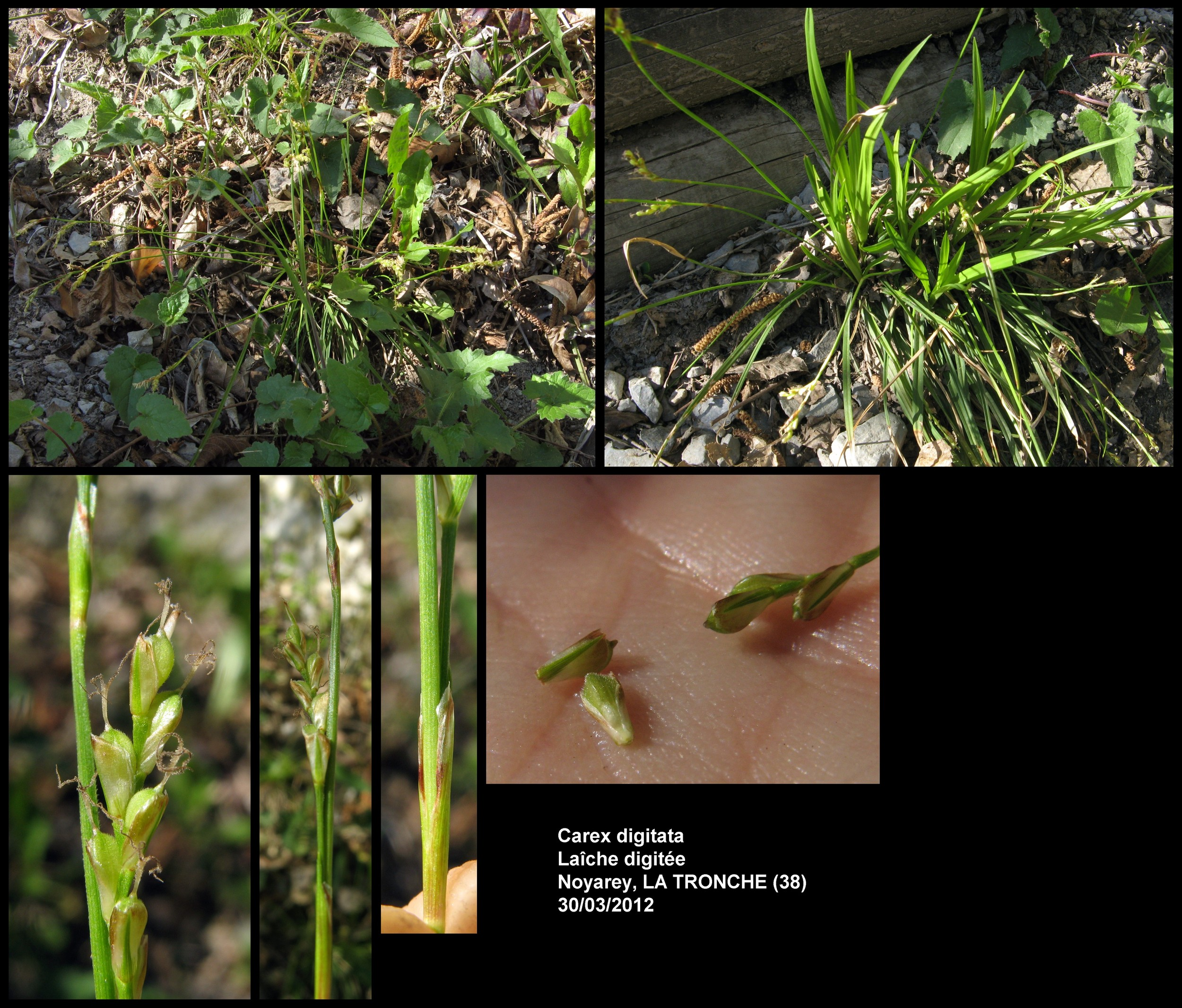
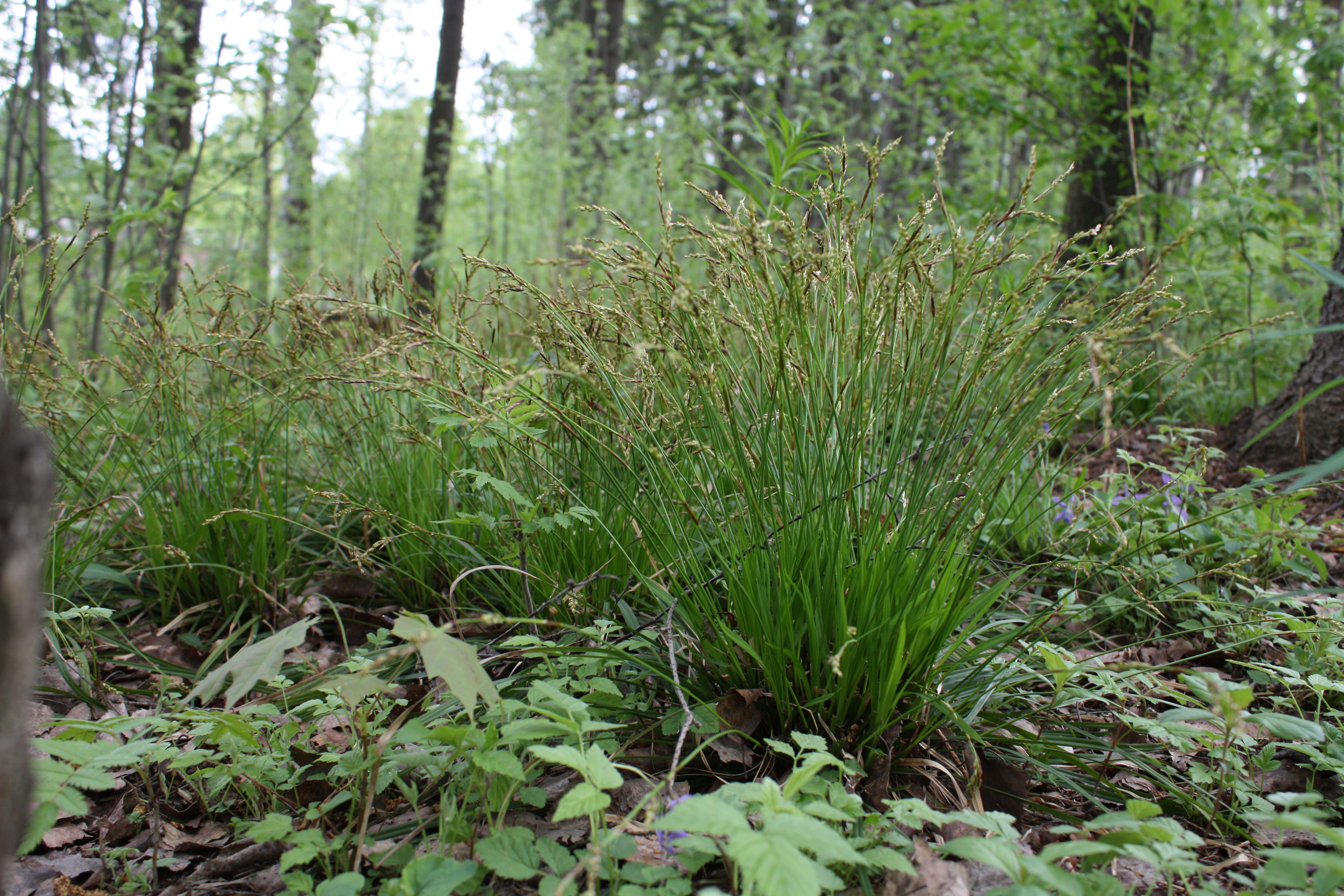
Plant
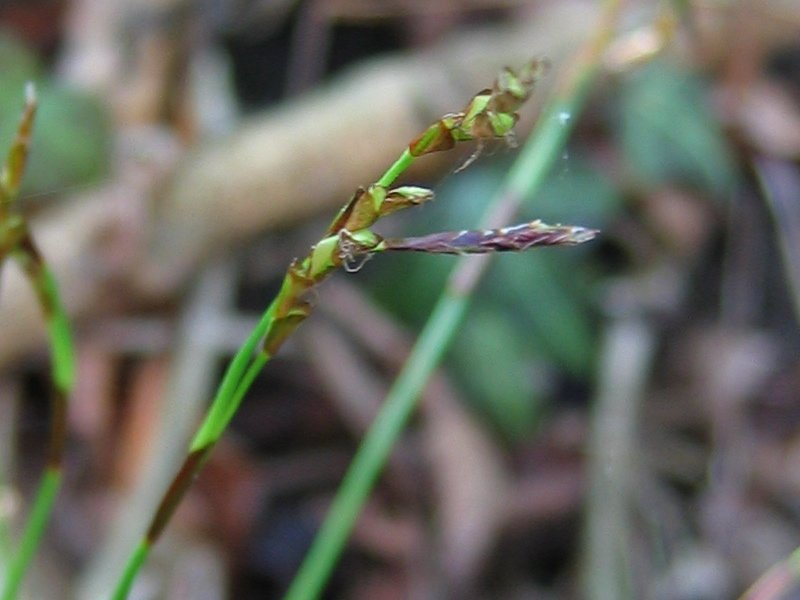
Mannelijke en vrouwelijke aar

## Namen in andere talen
- Duits: Finger-Segge
- Engels: Fingered Sedge
- Frans: Laiche digitée